# Micromus cookeorum
Micromus cookeorum là một loài côn trùng trong họ Hemerobiidae thuộc bộ Neuroptera. Loài này được Zimmerman miêu tả năm 1946.